# Восточная Старинка
Восточная Старинка — село в Никифоровском районе Тамбовской области России.
Входит в Озёрский сельсовет.

## География
Расположено на левом берегу реки Польной Воронеж, в 2 км к югу от райцентра, пгт Дмитриевка, и в 47 км к северо-западу от центра Тамбова.
К западу на противоположном берегу Польного Воронежа находится село Западная Старинка.

## Население
| 2002 | 2010 |
| ---- | ---- |
| 284  | ↗327 |

Согласно результатам переписи 2002 года, в национальной структуре населения русские составляли 96 % от жителей.